# جاك والاس (لاعب هوكي جليد)
جاك والاس (بالإنجليزية: Jack Wallace)‏ هو لاعب هوكي جليد أمريكي، ولد في 24 يونيو 1998.

## روابط خارجية
- جاك والاس على موقع Paralympic.org (الإنجليزية)
- جاك والاس على موقع اللجنة الأولمبية والبارالمبية الأمريكية (الإنجليزية)